# Chaska Historical Marker
Le Chaska Historical Marker – ou Little Rapids Fur Post Historical Marker – est un monument à Chaska, dans le Minnesota, aux États-Unis. Construit en 1938 dans le style rustique du National Park Service, ce monument est porteur d'une plaque commémorative sur l'histoire d'un ancien poste de traite, le Little Rapids Fur Post. Il est inscrit au Registre national des lieux historiques depuis le 6 juillet 2010.